# Caloscyphaceae
Famille
Les Caloscyphaceae sont une famille de champignons de l'ordre des Pezizales.

## Genres
- Caloscypha
- Kallistoskypha

## Espèces
- Caloscypha fulgens (Pers. ) Boud. (anomorphe = Geniculodendron pyriforme[2]
- Kallistoskypha incarnata[3]

## Liste des genres et espèces
Selon Catalogue of Life (8 novembre 2013) :
- genre Caloscypha

Selon NCBI (8 novembre 2013) :
- genre Caloscypha
  - Caloscypha fulgens
  - Caloscypha incarnata